# Rachid Nini
Rachid Nini (àrab: رشيد نيني, Raxīd Nīnī) (Benslimane, Marroc, 16 d'octubre de 1970) és un periodista i poeta marroquí, cronista, editor i director del diari Al Massae, que el 2012 era el diari més popular del Marroc. Fou empresonat del 28 d'abril de 2011 al 28 d'abril de 2012, suposadament per «soscavar una decisió judicial,» «intentar influir en el poder judicial» i «informar sobre delictes falsos,» la qual cosa va fer que Amnistia Internacional el designés presoner de consciència.

## Biografia
Va estudiar literatura àrab a la facultat de lletres i ciències humanes de la Universitat de Mohammedia. En 1993 va obtenir el diploma de llengua àrab i en 1994 el diploma d'estudis superiors en poesia àrab. S'inicià en el periodisme en 1992 quan va col·laborar en el diari Al Alam del partit Istiqlal (al que refusà afiliar-se), i el 1997 llança un diari en amazic anomenat Awal (paraules) del que només en sortiren 3 nombres.
L'any 1997 va viatjar a Canàries per assistir-hi al Congrés Mundial Amazic i entre el 1997 i el 2000 va estar vivint a la costa llevantina espanyola com a resident il·legal. Per guanyar-se la vida i sobreviure va treballar en diversos oficis, al mateix temps que intentava escriure la seva experiència. El que va començar amb pensaments i escrits per desfogar-se va acabar convertint-se en una obra reconeguda i molt ben valorada, Diario de un ilegal (2002).
L'any 2000 va tornar al Marroc on va treballar a la televisió pública marroquina 2M TV com a presentador del programa «Nostaljia». El 2000 participa en la crònica quotidiana Chouf tchouf del diari Assabah fins que decideix fundar el seu propi diari Al Massae en 2006, on continua la seva columna amb el mateix to crític i lliure.
Al cap del quotidià Al Massae, primer títol en la premsa marroquina, Rachid Nini es va donar a conèixer a través de les seves columnes. El periodista, una rara veu crítica en el panorama dels mitjans del Marroc, denunciant constantment en les seves columnes la injustícia, la repressió i la corrupció de les elits.

## Afer de Ksar el-Kebir
El 23 de novembre de 2008 Al Massae va publicar diverses columnes d'un informe que descriu una festa com un matrimoni entre homosexuals. L'article va ser il·lustrat amb una foto d'un home vestit de dona. El mateix dia, després de l'oració, es va organitzar una manifestació als carrers de Kasr al-Kabir. Consignes religioses, diatribes homofòbiques ... Tres dies més tard, sis dels assistents a la festa van ser acusats d'"homosexualitat".
Nini va ser durament condemnat per la justícia marroquina. Li van imposar una multa de 6 milions de dirhams (540.000 euros) per haver afirmat, sense anomenar-lo, que un fiscal reial de Kasr al-Kabir era part d'una xarxa gai ... cosa que va portar als quatre fiscals de la petita ciutat de queixar-se. Nini, que va apel·lar, es va guanyar el suport de la professió en nom de la llibertat d'expressió. Per tant, les seves posicions editorials van començar a canviar i els objectius han patit i pateixen una selecció meticulosa sobre la base de les seves ramificacions i xarxes polítiques i econòmiques.

## Arrest
Amb motiu del "Moviment 20 de Febrer" a les revoltes del Marroc de 2011, Nini va publicar diversos articles on criticava els abusos comesos pels serveis de seguretat marroquins en el context de la lluita antiterrorista, incloses les penes de presó imposades a islamistes després de judicis injustos. A la tarda del 28 d'abril de 2011, Rachid Nini va ser posat sota arrest per la policia marroquina després de ser acusat d'un "delicte contra la seguretat nacional i els ciutadans" per Abd-Allah al-Balghîtî, el fiscal general del rei a Casablanca. El seu advocat Khalid Soufyâni va qualificar l'arrest com una decisió política que tenia com a objectiu silenciar un oponent de la corrupció oficial. El 9 de juny de 2011 la Cort de Primera Instància a Ain S'ba’ de Casablanca sentencià Niny a un any de presó per "menyscabar una decisió judicial", "intentar influir en la judicatura" i "informar sobre delictes falsos".
Amnistia Internacional van protestar per l'empresonament de Nini, declarant-lo presoner de consciència i exigint el seu alliberament immediat. El 19 de gener de 2012 fou guardonat amb el Premi Oxfam Novib/PEN en reconeixement dels "escriptors que han estat perseguits per la seva feina i seguir treballant tot i les conseqüències".
Niny va ser alliberat després de completar la seva condemna el 28 d'abril de 2012. En el dia del seu alliberament va parlar amb la premsa sobre la necessitat de la llibertat de premsa al Marroc, indicant, "espero ser l'últim periodista a ser empresonat i jutjat en virtut de la llei penal."